# Де-Сото (приход)
Де-Со́то (англ. DeSoto Parish, фр. Paroisse de De Soto, исп. Parroquia de De Soto) — приход в штате Луизиана, США. Официально образован в 1843 году. По состоянию на 2010 год, численность населения составляла 26 656 человек. Назван в честь испанского первооткрывателя Эрнандо де Сото.

## География
По данным Бюро переписи США, общая площадь прихода равняется 2 318,052 км2, из которых 2 268,842 км2 — суша, и 49,210 км2, или 2,100 %, — это водоёмы.

## Население
По данным переписи населения 2010 года на территории прихода проживает 32 000 жителей в составе 12 562 домашних хозяйства и 7 012 семей. Плотность населения составляет 11,00 человек на км2. На территории прихода насчитывается 11 204 жилых строения, при плотности застройки около 5,00-ти строений на км2. Расовый состав населения: белые — 56,97 %, афроамериканцы — 38,16 %, коренные американцы (индейцы) — 0,82 %, азиаты — 0,41 %, гавайцы — 0,15 %, представители других рас — 0,54 %, представители двух или более рас — 0,66 %. Испаноязычные составляли 2,85 % населения независимо от расы.
В составе 33,50 % из общего числа домашних хозяйств проживают дети в возрасте до 18 лет, 48,70 % домашних хозяйств представляют собой супружеские пары, проживающие вместе, 18,60 % домашних хозяйств представляют собой одиноких женщин без супруга, 28,10 % домашних хозяйств не имеют отношения к семьям, 25,40 % домашних хозяйств состоят из одного человека, 11,60 % домашних хозяйств состоят из престарелых (65 лет и старше), проживающих в одиночестве. Средний размер домашнего хозяйства составляет 2,60 человека, и средний размер семьи 3,11 человека.
Возрастной состав прихода: 28,40 % моложе 18 лет, 8,30 % от 18 до 24, 26,30 % от 25 до 44, 23,00 % от 45 до 64 и 23,00 % от 65 и старше. Средний возраст жителя прихода — 36 лет. На каждые 100 женщин приходится 90,80 мужчин. На каждые 100 женщин старше 18 лет приходится 87,00 мужчин.
Средний доход на домохозяйство прихода составлял 28 252 USD, на семью — 33 196 USD. Среднестатистический заработок мужчины был 30 780 USD против 20 182 USD для женщины. Доход на душу населения составлял 13 606 USD. Около 21,00 % семей и 25,10 % общего населения находились ниже черты бедности, в том числе — 33,80 % молодежи (тех, кому ещё не исполнилось 18 лет) и 24,90 % тех, кому было уже больше 65 лет.